# Psammotettix gracilis
Psammotettix gracilis är en insektsart som beskrevs av Logvinenko 1971. Psammotettix gracilis ingår i släktet Psammotettix och familjen dvärgstritar. Inga underarter finns listade i Catalogue of Life.